# Teresa de Lauretis
Teresa de Lauretis (née en 1938, à Bologne) est une universitaire et autrice d'origine italienne et professeur émérite à l'université de Californie à Santa Cruz. 
Elle est l'initiatrice de l'expression « théorie queer ».

## Biographie
Teresa de Lauretis a obtenu son doctorat en langues et littératures modernes de l'université Bocconi de Milan avant de s'installer aux États-Unis. 
Avant de se joindre au corps professoral de l'université de Californie à Santa Cruz, elle enseigne dans le Colorado (université du Colorado) et le Wisconsin (université du Wisconsin). Elle occupe des postes de professeure invitée dans plusieurs universités à travers le monde, y compris au Canada, en Allemagne, en Italie et aux Pays-Bas.  En 1985, elle intègre le département d’histoire de la conscience de l’université de Californie à Santa Cruz. En 2005, elle reçoit le titre honorifique de docteure en philosophie honoris causa de l'université de Lund, en Suède. 

## Domaines d'enseignement
Ses domaines d'intérêt comprennent la sémiotique, la psychanalyse, la théorie du cinéma, la théorie littéraire, le féminisme, le lesbianisme et les études queer. Elle enseigne des matières comme l'italien et la littérature comparée, la théorie filmique, les études sur les femmes et de genre.
Elle a également écrit sur la science-fiction. Parlant couramment l'anglais et l'italien, elle écrit dans les deux langues. En outre, son travail a été traduit en quatorze autres langues. Si son nom est souvent associé à la théorie queer, ses domaines de recherche et de réflexion sont plus vastes. En effet, elle a écrit entre autres sur la psychanalyse, la littérature, les théories féministes et la culture populaire. Bien que peu traduite en français, l’oeuvre de Teresa de Lauretis fait partie des références importantes dans les débats théoriques sur le genre, avec celle de Judith Butler. Elle est aussi marquée par l’expérience du décentrement et de la traduction. Ses travaux s’inscrivent dans la lignée des recherches post-structuralistes de Michel Foucault ou Jacques Derrida qui placent le langage au cœur du processus de construction sociale.

### Initiatrice de la «théorie queer»
Teresa de Lauretis a été la première à utiliser l'expression « théorie queer » lors d'une conférence donnée en février 1990 à l'université de Californie. Elle avait entendu le terme queer être revendiqué par des groupes activistes de New York vers la fin des années 1980, et a décidé de l'importer dans le milieu académique à des fins volontairement provocatrices, dans le but, notamment, de bousculer le caractère convenu des études gaies et lesbiennes. Il s’agissait alors de penser les différences existant entre les communautés, les histoires et les politiques gaies et lesbiennes. 
Elle a néanmoins abandonné l'expression à peine trois ans plus tard, car la théorie queer était désormais accaparée, selon elle, par les forces et institutions dominantes auxquelles cette théorie avait pour but, au départ, de résister.

### Désir et fantasme
Teresa de Lauretis propose une analyse du désir par le biais psychanalytique en étudiant les désirs inconscients des femmes et des hommes, Elle oppose ainsi le sujet social et le sujet psychanalytique. Elle reconnaît que certaines analyses inspirées par Freud rabattent une diversité de fantasmes, socialement situés, sur un répertoire restreint de fantasmes originaires et opèrent un traitement problématique de la différence des sexes. Pourtant cela ne doit pas conduire à écarter l’approche psychanalytique du désir au profit d’une approche ethnographique ou sociale. Teresa de Lauretis soutient en effet que les ethnographes manquent la « subjectivité », l’inconscient des individus, ses ambivalences et ses contradictions. Parce que les fantasmes vécus par les différents individus se distinguent des représentations qu’ils se font de leurs fantasmes, les moyens de l’ethnographie seraient dès lors impuissants à saisir ces derniers. Dans cette perspective le cinéma est un terrain privilégié : parce qu’il s’adresse aux fantasmes des spectateurs, il ouvre des processus d’identification et permet de saisir des fantasmes inconscients au-delà de ce que les spectateurs reconnaissent de leur propre désir. Dans cette opposition entre sujet psychanalytique et sujet social du désir, il ne s’agit pas de questionnements uniquement épistémologiques mais c’est la définition même du désir qui est interrogée. 

### La "technologie du genre" et principe d'auto-détermination
Inspirée par Foucault, elle affirme que le genre est la technologie du sexe et qu’il est produit par un certain nombre de technologies sociales, parmi lesquelles la culture populaire. Représenter le genre, c’est le construire en même temps qu’on l’énonce. Teresa de Lauretis pense le genre « comme (le) produit des technologies sociales variées comme le cinéma et les discours institutionnalisés(…) » [réf. nécessaire]
Pour elle, le genre est une représentation « qui se poursuit de manière aussi active aujourd’hui, dans ce que Louis Althusser a appelé “les appareils idéologiques d’état” (les médias, les écoles...)». Cette représentation est tout autant construite par sa déconstruction même. Dans La technologie du genre, Teresa De Lauretis affirme que  « la construction du genre est à la fois le produit et le processus de sa représentation ».

Pour Teresa de Lauretis le sujet du féminisme est « un sujet qui est en même temps dans et en dehors de l’idéologie du genre, conscient de l’être, conscient de cette double tension, de cette division, de cette double vision » . Le sujet du féminisme n’est ici pas superposable au sujet de l’inconscient de la psychanalyse. Il est une conscience de soi qui s’efforcerait de ne pas ignorer ses ancrages socio-historiques afin de s’en dégager. C’est une construction discursive mais qui n’en produit pas moins des effets réels. Selon Teresa De Lauretis, la culture populaire et l’ensemble des technologies sociales du genre « ont le pouvoir de contrôler le champ des significations sociales et donc de produire, promouvoir et implanter des représentations du genre. » Elle accorde une grande importance aux représentations culturelles du genre et de la sexualité. La culture populaire est le lieu où se font et se défont les définitions et les représentations hégémoniques. Le terrain culturel est donc nécessairement un lieu premier de la lutte féministe. C’est que qu’affirme Teresa De Lauretis lorsqu’elle souligne que sa proposition ouvre la possibilité d’une capacité d’agir et d’une autodétermination pour le sujet. 
« J’ai donc écrit que le sujet est en-gendré [en-gendered] – c’est-à-dire produit ou construit, et construit-comme-genré – dans le processus d’acceptation et d’identification avec les positions du sujet et avec les effets de sens assignés par le système de genre d’une société donnée. Autrement dit, le sujet social est effectivement en-gendré dans un assujetissement interactif que j’ai appelé les “ technologies du genre ”. J’ai écrit en-gendré avec un tiret pour faire un jeu de mots avec le verbe engendrer [to engender] – qui signifie produire ou faire exister et vient étymologiquement de genus et generare et ainsi n’a pas de connotation féminine (ou masculine) – et le mot genre [gender] dans son usage critique féministe actuel : par en-gendré, je signifiais que le sujet social était produit ou constitué comme femme ou comme homme, qu’aucune autre possibilité n’était donnée ; et que le genre était ainsi inscrit ou implanté dans chaque sujet dès son origine, dès le tout début de la subjectivité, avant même la perception de différences anatomiques. »
En avançant le principe d’auto-détermination, Teresa de Lauretis fait apparaître un sujet inédit en psychanalyse : celui du désir lesbien, et avec lui la partenaire de ce désir. Elle le fait en s’appuyant sur la théorie de Jean Laplanche, notamment sur sa conception de la psychanalyse qui privilégie le corps érotique et la pulsion plutôt que la dimension strictement discursive des messages qui nous sont adressés et de la façon dont nous les recevons. L’importance accordée au corps du désir et du fantasme est centrale dans l’œuvre de Teresa de Lauretis.

## Publications
- (it) Sui generis. Scritti di teoria femminista. Trans. Liliana Losi. Milan: Feltrinelli, 1996.
- (en) The Practice of Love: Lesbian Sexuality and Perverse Desire. Bloomington: Indiana University Press, 1994.
- (it) Differenza e indifferenza sessuale. Firenze: Estro Éditrice, 1989.
- (en) Technologies of Gender: Essays on Theory, Film, and Fiction. Bloomington: Indiana University Press, 1987.
- (en) Alice Doesn't: Feminism, Semiotics, Cinema. Bloomington: Indiana University Press, 1984.
- (it) Umberto Eco. Firenze: La Nuova Italia, 1981.
- (it) La sintassi del desiderio: struttura e forme del romanzo sveviano. Ravenna: Longo, 1976.
- (en) Feminist Studies / Critical Studies. London: Macmillan, 1988.
- (en) The Cinematic Apparatus. (co-edited with Stephen Heath). London: Macmillan, 1980.
- (en) The Technological Imagination: Theories and Fictions. (co-edited with Andreas Huyssen and Kathleen Woodward). Madison: Coda Press, 1980.
- (en) Queer Theory: Lesbian and Gay Sexualities, special issue of Differences: A Journal of Feminist Cultural Studies 3 (1991).
- (en) Theoretical Perspectives in Cinema, special issue of Ciné-Tracts: A Journal of Film and Cultural Studies 1 (1977). (Guest edited with David Allen).

Années 2000
- Teresa de Lauretis, Pascale Molinier et Sam Bourcier, Théorie queer et cultures populaires : De Foucault à Cronenberg (27 avril 2007)
- Teresa de Lauretis, Marie-Claude Thomas, Yan Pélissier et Dominique de Liège, Quid pro quo, no 4, février 2009 (9 mars 2009)
- (en) Teresa de Lauretis, Figures of Resistance, University of Illinois Press, 2007.

Années 2010
- Teresa de Lauretis et Jacques Brunet-Georget, Pulsions freudiennes. Psychanalyse, littérature et cinéma  (29 mai 2010)